# Manga Barcelona
El Manga Barcelona, (antic Saló del Manga de Barcelona) és una convenció anual sobre manga, anime i cultura japonesa organitzada per la Ficomic. Les dues primeres edicions del festival es van celebrar a l'Estació de França, traslladant-se seguidament a l'edifici de La Farga, espai en el qual hi va restar 15 edicions. El progressiu increment de públic va fer que a partir de 2012 la cita otaku es mudés a Fira de Barcelona, espai en el qual any rere any va anar registrant nous rècords de visitants. El 25 Manga Barcelona (2019) va tancar les portes amb una assistència rècord de 152.000 visitants. El 2022 Ficomic va anunciar que l'esdeveniment es mudava a la Fira Barcelona Gran Via de L'Hospitalet de Llobregat, per tal de poder continuar absorbint a més públic. No obstant això, aquest fet no va impedir que de nou les entrades posades a la venda s'esgotessin mesos abans del començament del festival.
Des de principis de la dècada del 2010 Manga Barcelona s'ha establert com la cita cultural més multitudinària de Catalunya, superada només pel Primavera Sound, i per davant d'altres festivals com el Saló Internacional del Còmic de Barcelona (també organitzat per Ficomic) o el Festival de música Sónar.
Sota la direcció de Meritxell Puig, el 2024 el Manga Barcelona va rebre la medalla d'or al mèrit en les belles arts concedida pel Ministeri de Cultura d'Espanya. Aquell any, en una edició molt especial, la convenció otaku celebrava el seu 30è aniversari i va tancar les portes amb un nou rècord d'assistènica, de 167.000 visitants.

## Història

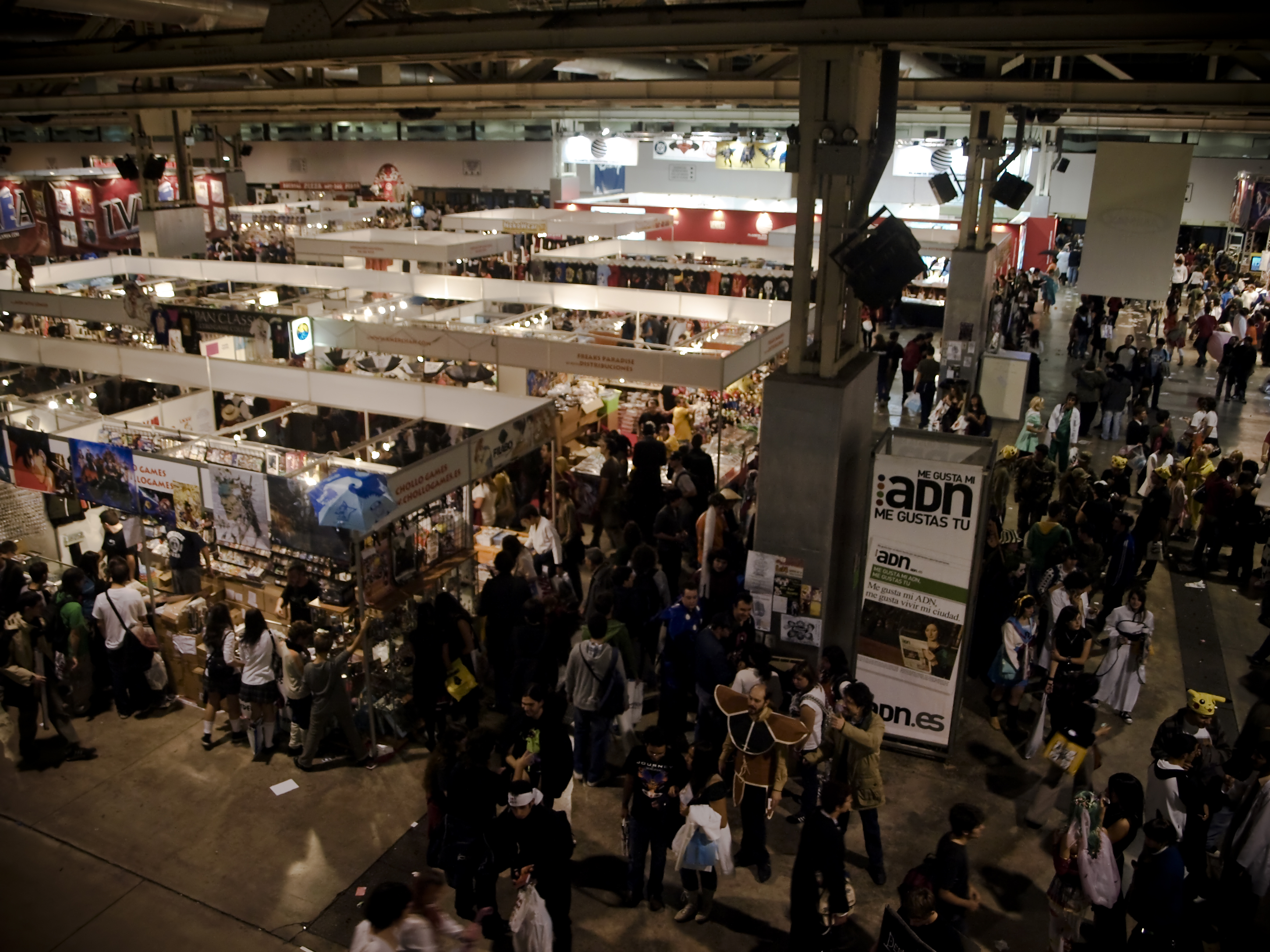
Parades del XIV Saló (2008)

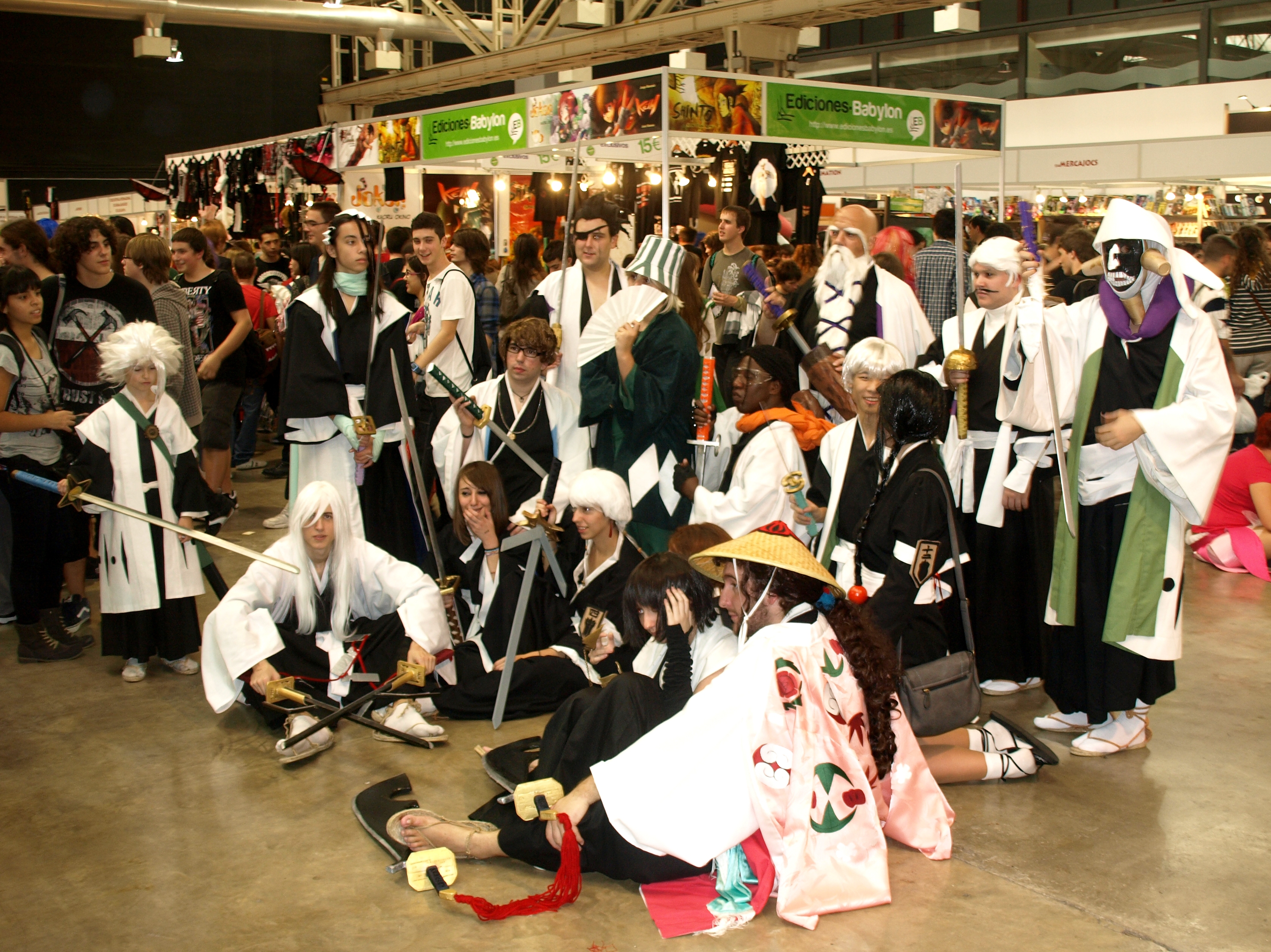
Cosplayers de Bleach en 2011

Després d'un experiment en forma de jornades de manga a l'abril del 1995 (que va ser tot un èxit) a finals d'aquell mateix any es va celebrar el primer Saló del Manga de Barcelona a l'Estació de França de Barcelona, on es repetiria l'any següent. No obstant això, atesa la gran afluència de públic, la tercera edició (1997) es va traslladar al recinte de La Farga (l'Hospitalet de Llobregat); aquesta edició, a més a més, va ser la primera en què hi va haver un autor convidat: el Masami Suda, animador i dissenyador de personatges de Hokuto no Ken. El 2012, el Saló del Manga es traslladà a la Fira de Barcelona, al mateix lloc que el Saló Internacional del Còmic de Barcelona, també organitzat per Ficomic. D'aleshores ençà ha batut rècords d'assistència.
La vint-i-tresena edició (2017) s'allargà per primera vegada a cinc dies, de dimecres 1 (festiu) a diumenge 5 de novembre, i commemorà el centenari de l'anime (amb la presència de Masao Maruyama i Yasuhiro Irie) i els vint-i-cinc anys de la publicació de Bola de Drac a Espanya (amb els responsables de l'anime Masatoshi Chioka i Hiroyuki Sakuraga): el XXIII Saló va rebre sis mil assistents més que l'any anterior i oferí activitats relacionades amb el videojoc The Legend of Zelda: Breath of the Wild en un espai de mil cinc-cents metres quadrats; un taller de gastronomia nipona amb arròs de Deltebre i el cuiner Kazushige Ikinari; i una zona d'exhibició de robòtica amb la robot terapèutica Nuka, el doctor Takanori Shibata i Alfredo Garrido García, cantant de la versió espanyola de Mazinger Z.

### Manga Limited Edition (2020)
El maig de 2020, Meritxell Puig, directora general de Ficomic, va presentar el canal en línia "Manga on demand", emès des de You Tube. Poc abans, la pandèmia del coronavirus havia obligat a anul·lar la 38a edició del Saló del Còmic de Barcelona. Com a resposta, Ficomic havia creat immediatament un canal en línia amb un extens programa amb taules rodones i classes magistrals sobre el còmic. El gran èxit d'aquest canal va fer que l'equip organitzador del Saló del Manga llancés un altre canal en línia sobre manga, amb xerrades amb autors, tallers de cuina japonesa organitzats per Roger Ortuño o concursos cosplay des de casa. Alguns dels participants foren invitats habituals al Saló del Manga, com Marc Bernabé, el youtuber Bamf o Óscar Valiente, amb les sessions moderades habitualment pel divulgador de manga Oriol Estrada.
A principis d'octubre, Ficomic va confirmar que la 26a edició, prevista del 30 d'octube a l'u de novembre als pavellons de Montjuïc de Fira de Barcelona, no es podia celebrar degut a la persistència de la pandèmia per coronavirus. Com a alternativa, Ficomic va oferir una versió gratuïta i exclusivament en línia de la convenció otaku, reanomenada per a l'ocasió com a "Manga Limited Edition".

### Fira Gran Via de L’Hospitalet de Llobregat (de 2022 a l'actualitat)
A partir de la 28a edició (2022), la convenció otaku es va mudar de nou a L'Hospitalet de Llobregat, municipi que ja havia acollit l'esdeveniment entre 1997 i 2011, aleshores sota les naus de La Farga. En aquesta ocasió, el nou espai escollit per Ficomic fou el recinte Gran Via de Fira de Barcelona, que en la seva primera edició va oferir un espai rècord de 82.000 m². Aquest increment de superfície va permetre un augment del nombre d'activitats i espais oferts, així com també del 6% del nombre d'expositors, tancant les portes amb un nou rècord d'assistència de 163.000 visitants.
Amb aquest canvi d'ubicació, la nova directora Meritxell Puig, que s'havia incorporat a Ficomic el 2018, culminava el rentat de cara del Saló del Manga, que a partir del 2019 -en el seu 25è aniversari- s'havia desprès del seu nom històric per a passar-se a denominar simplement "Manga Barcelona", amb un modern i nou logotip; i a partir del 2022 havia estrenat dates, passant a celebrar-se ara a principis de desembre, encaixant amb el pont de la Puríssima.
La 28a edició va destacar per la presència de la cantant Yōko Takahashi, intèrpret de les cançons de l'anime Neon Genesis Evangelion, però sobretot pel gran nombre de novetats publicades en català i llicències anunciades, també en català. El manga vivia un moment dolç, amb un rècord de vendes i títols publicats, asperonat per l'inici de la pandèmia de 2019 i el seu subsegüent confinament. Aquest ambient propici va fer que fossin diverses les editorials que es van llançar a publicar títols en català. Alguns exemples en són Dodoma i Grendel (per part de Kaji Manga), One Piece, Ranma ½ i Haikyū!! (per part de Planeta), Tokyo Revengers, Chainsaw Man, Jujutsu Kaisen i Guardians de la Nit (per part de Norma), o també altres títols d'editorials més petites, com Megaman Megamix (Ooso Comics) o La meva experiència lesbiana amb la solitud (Fandogamia).
El 2023 (29a edició), per fi Ficomic va incorporar al palmarès dos premis en català: el premi al millor manga publicat en català i el premi al millor anime amb doblatge català. Com a curiositat, va sorprendre la presentació en exclusiva d'un mochi de crema catalana. El típic dolç japonès, en aquesta ocasió adaptat a la gastronomia catalana, s'oferia de la mà de la pastisseria Escribà Dreams en cooperació amb Gokoro. Una altra gran novetat, ara en els espais, fou la incorporació del "Manga Stream", reservat sobretot a pòdcasts sobre manga i anime. Fou en aquest nou espai que el pòdcast Puja al puto robot! va tenir com a convidat al cantant Fermin Muguruza, que va mostrar la seva faceta d'amant de l'anime.
El 2024 per fi va arrivar la 30a edició, un esperat aniversari en el qual la convenció va batre diversos rècords: de convidats, d'assistència i d'activitats. Les grans estrelles per a l'ocasió foren sens dubte Naoki Urasawa i Yumiko Igarashi. Va cloure amb un nou rècord d'assistènica, de 167.000 visitants, i el  Ministeri de Cultura d'Espanya va entregar a Manga Barcelona la medalla d'or al mèrit en les belles arts.

## Premis
A partir de la seva 14a edició (2008), el Saló del Manga de Barcelona va passar a entregar premis, semblantment a com ja ho feia el Saló Internacional del Còmic de Barcelona. El palmarès pretenia recompensar a les obres manga i a l'anime, i inicialment va estar format per set guardons: millor autor viu de manga, millor shonen, millor shojo, millor seinen, millor kodomo, millor manga d'autoria espanyola i millor anime. Dos anys més tard, al palmarès s'hi va afegir el premi al millor fanzine.
Malgrat que alguns premis s'han deixat de concedir, en general el palmarès ha romàs constant i s'ha anat incrementant amb els anys. El 2018 s'hi va incorporar el premi al millor josei i més tard, el 2021, el premi al millor BL i el premi al millor yuri. Les incorporacions més recents al palmarès són premi al millor manga en català i el premi al millor anime amb doblatge en català, introduïts ambdós el 2023. Els premis pretenen reconèixer el treball d'autors i editors, sense tenir cap dotació econòmica.

#### Premis vigents
Apartat manga:
- Premi al millor shonen (des de 2008). Té per objectiu premiar el millor manga de l'any de gènere shonen.
- Premi al millor shojo (des de 2008). Té per objectiu premiar el millor manga de l'any de gènere shojo.
- Premi al millor seinen (des de 2008). Té per objectiu premiar el millor manga de l'any de gènere seinen.
- Premi al millor josei (des de 2018). Té per objectiu premiar el millor manga de l'any de gènere josei.
- Premi al millor kodomo (des de 2008). Té per objectiu premiar el millor manga de gènere kodomo.
- Premi al millor manga d'autoria espanyola (des de 2008). Té per objectiu premiar el millor manga nacional de l'any.
- Premi al millor fanzine del Saló (des de 2010). Té per objectiu premiar el millor fanzine de manga de l'any.
- Premi a la millor light novel (des de 2019). Té per objectiu premiar a la millor novel·la lleugera (també coneguda com "ranobe" o "light novel") de l'any.
- Premi al millor BL (des de 2021). Té per objectiu premiar el millor manga de l'any de gènere BL (abreviació de Boys' Love, conegut també per "yaoi").
- Premi al millor yuri (des de 2021). Té per objectiu premiar el millor manga de l'any de gènere yuri (conegut també per "Girls' Love" o la seva abreviació "GL").
- Premi al millor manga en català (des de 2023). Té per objectiu premiar el millor manga de l'any publicat en català.

Apartat anime:
- Premi al millor anime (des de 2008). Té per objectiu premiar a la millor pel·lícula i sèrie d'anime. Aquesta recompensa s'atorga en diferent disciplines, per la qual cosa Ficomic entrega diversos guardons. Les disciplines han anat variant al llarg del temps, però solen distingir entre el tipus d'emissió (plataforma o TV), estrena en cinemes, comercialització (DVD i blue-ray), etc. A part de diferenciar entre sèrie i pel·lícula, i fins i tot entre live-action, per bé que el guardó d'aquesta darrera modalitat actualment no s'entrega.
- Premi Auditori (des de 2018). Té per objectiu premiar a la millor pel·lícula o anime projectat a la convenció. Es tracta d'un premi de l'espectador.
- Premi al millor anime amb doblatge en català (des de 2023). Té per objectiu premiar al millor anime de l'any doblat al català.

#### Premis retirats
- Premi al millor autor viu de manga (2008-2017). Era un reconeixement a la trajectòria professional d'un destacat mangaka.
- Premi a la millor live action (2017-2020). Tenia per objectiu de premiar a la millor pel·lícula live action de l'any.

## Activitats
Durant el Saló del Manga de Barcelona es fan moltes activitats, però les més aclamades pels visitants són el concurs de cosplay i el de karaoke.

### Concurs de cosplay

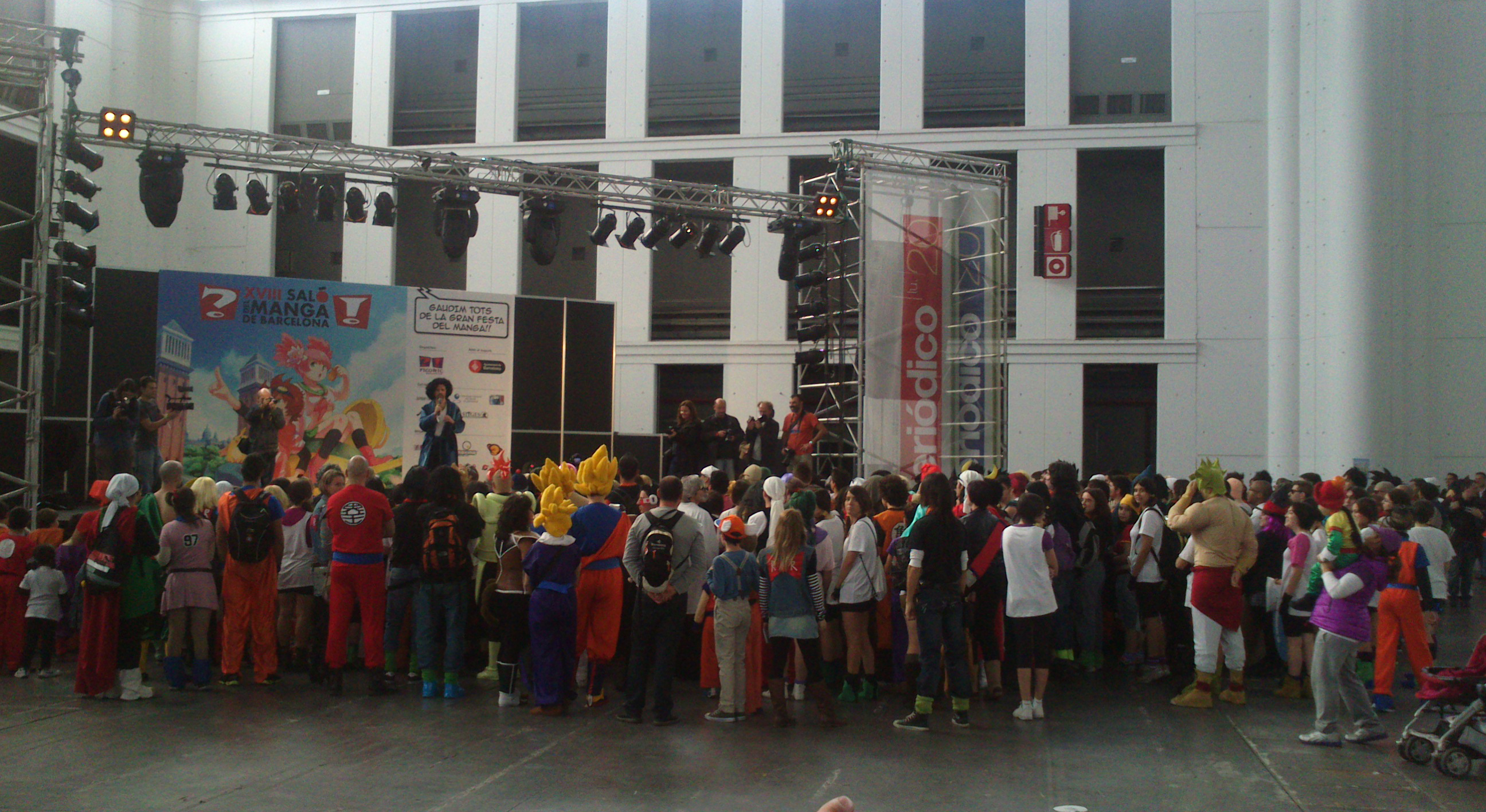
Cosplayers de Bola de Drac al Saló de 2012

Tradicionalment se celebra el dissabte, dia de més afluència. Les normes canvien cada any i les categories de premis també.
El nombre de participants ha augmentat sempre, arribant a haver-hi 500 participants en una sola edició. L'organització s'ha vist obligada a restringir el nombre de participants, i el 2006, amb el canvi de president de l'organització, es va intentar eliminar el concurs, tot i que finalment es va realitzar, però només amb un límit de 40 inscripcions.

### World Cosplay Summit
L'any 2003, Espanya passa a formar part dels països participants en el World Cosplay Summit, i s'escull el Saló del Manga de Barcelona per dur-hi a terme l'elecció dels participants que viatjaran al Japó. La primera edició es va celebrar amb el concurs de cosplay, però a partir del 2004 es van convertir en dos concursos a part.

## El Saló del Manga en dades
| Any  | Edició                                                    | Data                           | Lloc                                                         | Visitants | Convidats |
| ---- | --------------------------------------------------------- | ------------------------------ | ------------------------------------------------------------ | --------- | --- |
| 1995 | Primer Saló del Manga, l'Anime i el Videojoc de Barcelona | 27 al 29 d'octubre             | Estació de França                                            | 1.000     | - |
| 1996 | II                                                        | 28 al 30 d'octubre             | Estació de França                                            | 3.000     | - |
| 1997 | III                                                       |                                | La Farga                                                     | 7.000     | Masami Suda |
| 1998 | IV                                                        | 30 d'octubre a l'1 de novembre | La Farga                                                     | 10.000    | Shingo Araki |
| 1999 | V                                                         | 29 al 31 d'octubre             | La Farga                                                     | 20.000    | Haruhiko Mikimoto |
| 2000 | VI                                                        | 3 al 5 de novembre             | La Farga                                                     | 30.000    | ? |
| 2001 | VII                                                       | 26 al 28 d'octubre             | La Farga                                                     | 35.000    | Akemi Takada |
| 2002 | VIII                                                      | 25 al 27 d'octubre             | La Farga                                                     | 39.000    | Yuu Watase i membres d'Studio Pierrot |
| 2003 | IX                                                        | 24 al 26 d'octubre             | La Farga                                                     | 43.000    | Yutaka Izubuchi, Yuji Moriyama i membres de Studio Pierrot |
| 2004 | X                                                         | 29 d'octubre a l'1 de novembre | La Farga                                                     | 58.000    | Mari Kitayama i membres de Studio Pierrot |
| 2005 | XI                                                        | 29 d'octubre a l'1 de novembre | La Farga                                                     | 63.000    | Hiroto Tanaka |
| 2006 | XII                                                       | 27 al 29 d'octubre             | La Farga                                                     | 58.000    | Masakazu Katsura, Atsuko Nakajima, Tachibana Higuchi, Hideshi Hino, Monkey Punch i els artistes musicals BLOOD, Hirobobu Kageyama i Akira Kushida |
| 2007 | XIII                                                      | 1 al 4 de novembre             | La Farga                                                     | 67.000    | Aurélia Aurita, Fréderic Boilet, Range Murata, Studio Kôsen, Kei Suyama, Nobuo Yamada, Shigeyasu Yamauchi |
| 2008 | XIV                                                       | 30 d'octubre al 2 de novembre  | L'Hospitalet                                                 | 60.000    | Kaiji Kawaguchi, Acuarela, Ian Lovett, JAM PROJECT, Junko Mizuno, Michihiko Suwa, Tamakasu Sakurai, Yoshikazu Yasuhiko |
| 2009 | XV                                                        | 29 d'octubre a l'1 de novembre | La Farga                                                     | 62.000    | Issei Eifuku, Taiyou Matsumoto, Ken Niimura, Misako Aoki, YÛ Kimura, Takamasa Sakurai, Yuka |
| 2010 | XVI                                                       | 29 d'octubre a l'1 de novembre | La Farga                                                     | 65.000    | Héctor García (Kirai), Takashi Shimizu, Hideshi Hino, Wataru Yoshizumi, Izumi Matsumoto, Kayono, Kamiyama Kenji, Peter Molyneux |
| 2011 | XVII                                                      | 29 d'octubre a l'1 de novembre | La Farga                                                     | 65.000    | JYJ, Carlos Rubio López de la Llave, Cécile Corbeil, Fujo Hirata, Hiroshi Hirata, Kazue Kato, Keiichi Hara, Morinosuke Kawaguchi |
| 2012 | XVIII                                                     | 1 al 4 de novembre             | Palau 2 (Fira)                                               | 112.000   | Hiro Mashima, Toshiyuki Kubooka, Masao Maruyama, Hiroshi Matsuyama |
| 2013 | XIX                                                       | 31 d'octubre al 3 de novembre  | Palau 2 (Fira)                                               | 115.000   | Aiko Nakano, Li Kunwu, Shintarō Kago |
| 2014 | XX                                                        | 30 d'octubre al 2 de novembre  | Palaus 1 i 2 (Fira), Plaça de l'Univers                      | 130.000   | Ken Niimura, Kengo Hanazawa, Takeshi Obata, Takehiko Inoue, Hideo Baba (Tales Of), Junichi Masuda i Shigeru Ohmori (Pokémon), Masayuki Hirano (Bandai Namco)                                                                                                  |
| 2015 | XXI                                                       | 29 d'octubre a l'1 de novembre | Palaus 1, 2 i 4, P. de l'Univers                             | 137.000   | Inio Asano, Io Sakisaka, Tetsuya Tashiro |
| 2016 | XXII                                                      | 29 d'octubre a l'1 de novembre | Palaus 1, 2, 4 i 5 P. de l'Univers                           | 142.000   | Junji Ito, Toshio Maeda, Hidenori Kusaka, Satoshi Yamamoto |
| 2017 | XXIII                                                     | 1 al 5 de novembre             | Palaus 1, 2, 4 i 5 P. de l'Univers                           | 148.000   | Robico, Yōko Kamio, Yoshiaki Sukeno, Masasumi Kakizaki, Masao Maruyama, Azumi Inoue, DJ Kentaro, Yami Tabby |
| 2018 | XXIV Saló del Manga de Barcelona                          | 1 al 4 de novembre             | Palaus 1, 2, 4 i 5 P. de l'Univers                           | 150.000   | Nagabe, Akira Himekawa, Eiki Eiki, Taishi Zaou, Daisuke Hagiwara, Paru Itagaki, Emika Kamieda, Nana Kitade, Takashi Hatsushiba |
| 2019 | 25 Manga Barcelona                                        | 31 d'octubre al 3 de novembre  | Palaus 1, 2, 4 i 5 P. de l'Univers                           | 152.000   | AKB48, Atsushi Ōkubo, Mizuho Kusanagi, The 5.6.7.8's, Nekojitablog, Tsubasa Yamaguchi, Aya Kanno, Nyango Star, Ryota-H, Masayuki Sato y Hiroyuki Sakurada (equip de One Piece Estampida), Hideo Nakata, Macoto Tezka, Reiko Okano, Homura Kawamoto, Kei Saiki |
| 2020 | Manga Barcelona Limited Edition                           | 30 d'octubre a l'1 de novembre | En línia                                                     | 35.000    | Gengoroh Tagame, Kaori Tsurutani, Mika Kobayashi, BACK-ON, Laia López |
| 2021 | 27 Manga Barcelona                                        | 29 d'octubre a l'1 de novembre | Palaus 1, 2, 2.1 i 5 P. de l'Univers                         | 122.000   | Waka Hirako (per videoconferència) |
| 2022 | 28 Manga Barcelona                                        | 8 a l'11 de desembre           | Fira Gran Via - Pavellons 4, 6 i 7 (Hospitalet de Llobregat) | 163.000   | Nakaba Suzuki, Shun Umezawa (per videoconferència), Yoko Takahashi |
| 2023 | 29 Manga Barcelona                                        | 8 a l'10 de desembre           | Fira Gran Via - Pavellons 4, 6 i 7 (Hospitalet de Llobregat) | 165.000   | Anly, Arnaud Dollen, Ayumi Miyazaki, Centimillimental, Hisato Murasaki, Tokyo Genso, Vicke Blanka, Yoko Ishida, Yosuke Kinoshita |
| 2024 | 30 Manga Barcelona                                        | 5 al 8 de desembre             | Fira Gran Via - Pavellons 4, 6 i 7 (Hospitalet de Llobregat) | 167.000   | Naoki Urasawa, Yumiko Igarashi, Agasawa Kocha, Akasaka Aka, Mengo Yokoyari, Burnout Syndromes, Sunghoo Park, Hiroshi Nagahama, Kamome Shirahama, Kazuso Oda (Coda), Kia Asamiya, Number8, Peterson Céüs, Shinichi Ishizuka, Yuka Fujikawa, Yûki Tabata        |